# 컬러포인트 쇼트헤어
컬러포인트 쇼트헤어(Colorpoint shorthair)는 미국 고양이의 한 품종이다. 
고양이들은 네 가지 표준 시암고양이의 색상을 넘어 다양한 16가지 포인트 색상이 나타나는걸로 구별된다. 이 품종은 처음에는 시암고양이를 아메리칸 쇼스테어와 교배시켜 만들었는데, 이는 오리엔탈 쇼스테어를 만든 것과 같은 혼합물이지만 다른 목표를 가지고 있다. 

## 같이 보기
- 고양이 털 유전학
- 범무늬 고양이
- 두색털 고양이